# ドミトリー・グルズデフ
ドミトリー・グルズデフ（Dmitriy Gruzdev、1986年3月13日 - ）は、カザフスタンの自転車競技（ロードレース）選手。「グルジェフ」「グルージェフ」などとも表記される。

## 経歴
2006年、アジア競技大会・チームタイムトライアル優勝（+ イリヤ・チェルニソフ、アレクサンドル・ディモフスキク、アンドレイ・ミズロフ）。
2012年、アスタナと契約。

## 主な戦績

### 2005年
- アジア自転車競技選手権大会・ロードレース 3位

### 2006年
- アジア競技大会・チームタイムトライアル（TTT） 優勝

### 2008年
- ツアー・オブ・ハイナン　区間優勝（プロローグ）

### 2011年
- アジア自転車競技選手権大会・個人タイムトライアル(ITT)　2位
- カザフスタン選手権　優勝（個人タイムトライアル）
- ツアー・オブ・チンハイレイク　総合2位

### 2012年
- アジア自転車競技選手権大会・個人タイムトライアル(ITT)　2位
- カザフスタン選手権　優勝（個人タイムトライアル）
- 世界選手権・ITT　6位
- ツアー・オブ・ハイナン　総合優勝（第7ステージ優勝）

### 2014年
- アジア自転車競技選手権大会　優勝（個人タイムトライアル）

### 2016年
- カザフスタン選手権　優勝（個人タイムトライアル）

### 2017年
- アジア自転車競技選手権大会　優勝（チームタイムトライアル、個人タイムトライアル）